# Sabine Wecke
Sabine Wecke (* 16. März 1954 in Hannover) ist eine ehemalige deutsche Leichtathletin, die Wettkämpfe im Weit- und Hochsprung bestritt. Sie startete für den SV Bayer 04 Leverkusen.

## Leben
Ihre persönliche Bestleistung im Hochsprung liegt bei 1,79 m, die sie am 4. September 1976 in Hannover erzielte. Mit 6,48 m, ihrer persönlichen Bestleistung im Weitsprung, wurde sie am 14. August 1976 in Frankfurt (Main) Deutsche Meisterin. Zu den Olympischen Spielen in Montreal, die bereits vorher – vom 17. Juli bis zum 1. August – stattgefunden hatten, war jedoch nur die Vorjahresmeisterin Christa Striezel entsandt worden.
Im Jahr 1980 gewann sie mit der LG Bayer Leverkusen die Deutsche Mannschaftsmeisterschaft. Darüber hinaus hat sie zwei dritte Plätze zu verzeichnen: 1976 im Mehrkampf hinter Eva Wilms und Liesel Albert, 1977 im Weitsprung hinter Christa Striezel und Cilly Lemkamp.

## Weblink
- http://www.ladgld.de/

| Personendaten    | Personendaten           |
| ---------------- | ----------------------- |
| NAME             | Wecke, Sabine           |
| KURZBESCHREIBUNG | deutsche Leichtathletin |
| GEBURTSDATUM     | 16. März 1954           |
| GEBURTSORT       | Hannover                |